# جاستن تشافيز
جاستن تشافيز (بالإنجليزية: Justin Chavez)‏ هو لاعب كرة قدم أمريكي، ولد في 23 مارس 1990 في أوكلاهوما سيتي في الولايات المتحدة. لعب مع Tampa Bay Rowdies ‏.

## وصلات خارجية
- جاستن تشافيز على موقع قاعدة بيانات كرة القدم.إي يو (الإنجليزية)
- جاستن تشافيز على موقع Soccerway.com (الإنجليزية)